# Kyūjitai
El Kyūjitai (en japonès Shinjitai: 旧字体; en Kyūjitai: 舊字體; literalment «forma de vells caràcters») és la forma tradicional del kanji japonès usat abans de 1947. La contrapart simplificada del Kyūjitai és el Shinjitai. Abans de la promulgació de la llista tōyō kanji, el Kyūjitai era conegut com seiji (正字, , literalment «caràcters correctes/propis») o seijitai. Tot i que van ser obsolets després de la promulgació del tōyō kanji, els caràcters Kyūjitai van ser impresos fins a la dècada de 1950 donat el canvi de les màquines d'escriure a nous models. A diferència del xinès simplificat on tots els nom personals són caràcters simplificats, el Kyūjitai encara és tolerat en nom personals japonesos (vegeu jinmeiyō kanji). Sota aquest principi, l'escriptura de noms de figures històriques en Kyūjitai i Shinjitai poden ser intercanviables en el japonès modern.